# ハイテック
ハイテック株式会社(英語：HI-TEC Inc.)とは、大阪を拠点に置く地質調査コンサルタント会社である。

## 会社概要
地質・地盤調査、水文調査、物理探査、環境保全事業などの分野で、日本国内外において土木建設、地盤災害、メンテナンスなど、様々な現場で調査を行っている。創業後、ハイブリッドボーリング工法(通称：ハイブリッド工法)を開発した会社である。

- 本社：大阪府大阪市淀川区
- 支店：東京
- 事務所：京都、九州

## 沿革
- 1983年11月 - 日本基礎コンサルタント設立（日本振興グループ）
- 1995年 1月 - 日本振興に吸収合併（日本振興調査事業部）
- 1999年 8月 - ハイテック株式会社設立（日本振興から分離独立）